# Шпицрутен

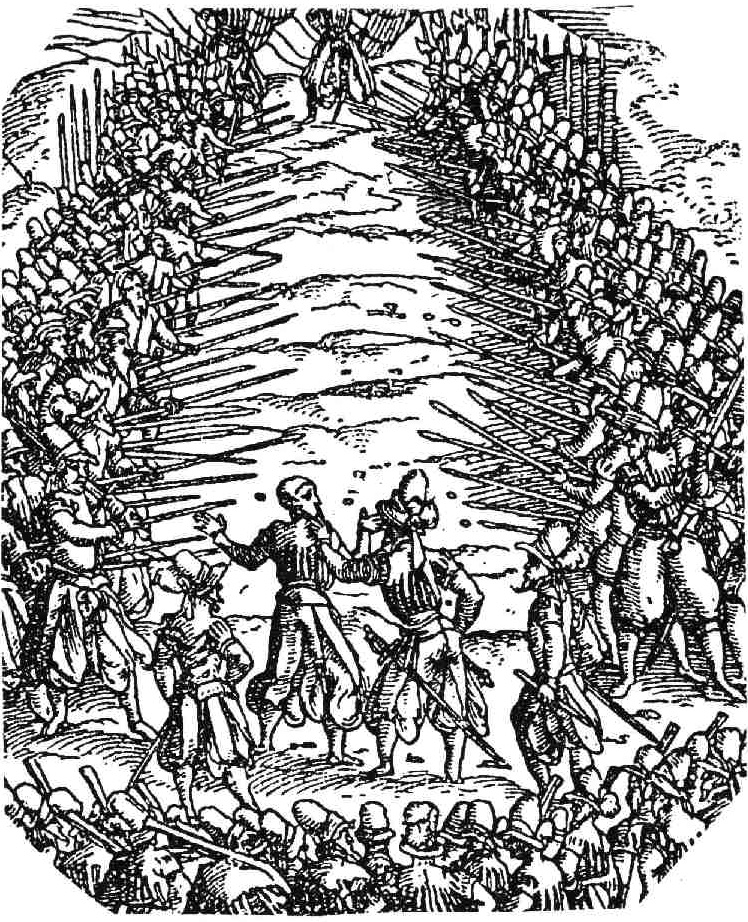
Й. Амман. Наказание шпицрутенами (пиковая аллея). Швейцария, 1525 год

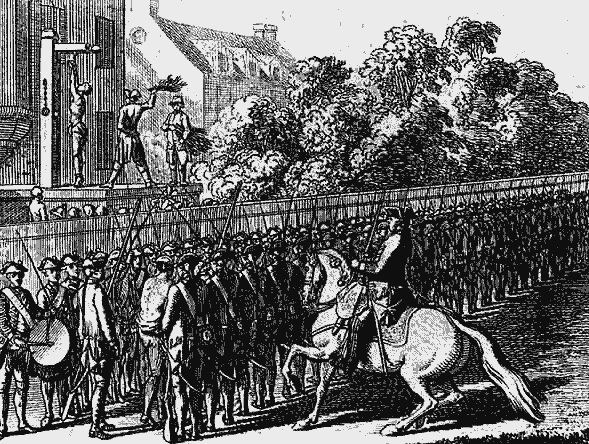
Наказание шпицрутенами, 1776 год. Nikolaus Chodowiecki

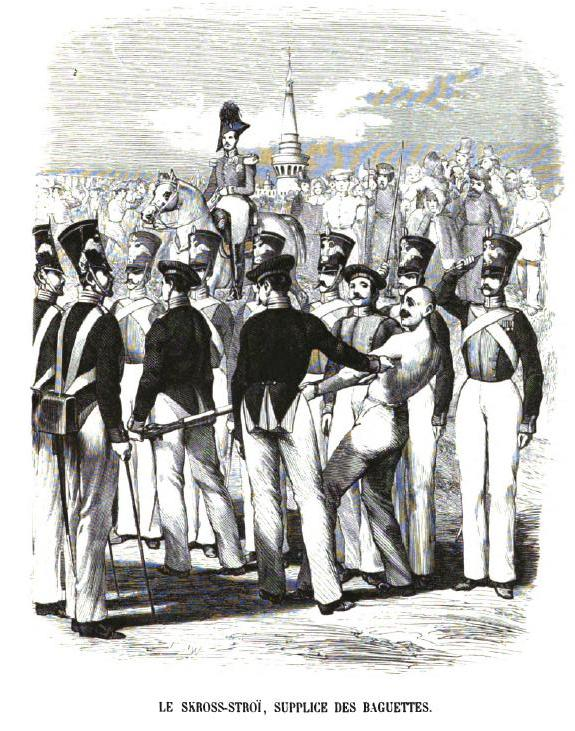
Сквозь строй, рисунок Жоффруа. 1845 год

Шпицру́тен (нем. Spießrutenlaufen, Spiess — копьё, пика и Rute — хлыст) — длинный, гибкий и тонкий прут (три шпицрутена должны были входить в дуло ружья) из лозняка (ивового кустарника) либо (позже) штатный металлический шомпол к дульнозарядному огнестрельному оружию, применявшийся  для телесных наказаний (наказание шпицрутенами) в XVII—XIX веках в Европе.
В английских вооружённых силах англ. gantlet, gauntlet — название старинного наказания, когда провинившегося гонят ударами палок сквозь двойной строй солдат или матросов. В русских войсках имперского периода жаргонное название — «прогнать сквозь строй».

## История
Появившись в шведской армии в XVII веке, шпицрутены были вскоре распространены в большинстве европейских армий. В русской императорской армии телесное наказание шпицрутенами было введено Петром I в 1701 году и применялось в сухопутных войсках. Шпицрутены предварительно вымачивались в солёной воде.
В России шпицрутены применялись также для наказания гражданских лиц (прежде всего из податных сословий) по приговору военного суда и по уставу о ссыльных.
Генерал-лейтенант маркиз Филипп Осипович Паулуччи, будучи генерал-квартирмейстером Кавказской армии, 3 ноября 1810 года записал в своём дневнике: «Тифлисского пехотного полка унтер-офицер Ермолаев, бывший в рекрутском депо при разделении партии по полкам, взял у рекрута 5 руб. наглым образом. За таковый непозволительный и нетерпимый в службе поступок, разжаловав в рядовые оного унтер-офицера, предписываю прогнать его шпицрутенами чрез 500 человек один раз, а взятые деньги от него отобрать и отдать рекруту. Экзекуцию же сию исполнить завтрашнего числа в 8 часов. Случай сей поставляю корпусу на вид на тот конец, чтобы господа начальники полков строго наблюдали, дабы нижним чинам никто никаких не оказывал несправедливостей…»
Осуждённого заставляли проходить сквозь строй из 100—800 солдат, которые прутьями били по спине осуждённого. В начале XIX века число ударов доходило до 6 тысяч. В этом случае «прогнание сквозь строй» было равносильно смертной казни. В России шпицрутены отменены 17 апреля 1863 года.

## Мера наказания
Удары шпицрутенами назначались за ошибки и нерадивость на строевых учениях, за неопрятность и неаккуратность форменной одежды (от 100 ударов и более), за пьянство (300—500 ударов), за воровство у товарищей (500 ударов), за побеги (первый побег — 1500 ударов, второй — 2500—3000, третий — 4000—5000 ударов).
Это наказание активно использовалось в армии Кутузова во время Отечественной войны 1812 года.
Часть солдат и матросов при наказании забили до смерти после неудавшегося восстания декабристов в Санкт-Петербурге 1825 года. После восстания военных поселенцев в Чугуеве летом 1819 года 2000 человек подвергли военному суду, 204 из них вынесли смертный приговор, который впоследствии заменили на наказание шпицрутенами.
В октябре 1827 года на рапорте о тайном переходе двух евреев через реку Прут в нарушение карантина, в котором отмечалось, что лишь смертная казнь за нарушения карантина способна их остановить, Николай I написал: «Виновных прогнать сквозь тысячу человек 12 раз. Слава Богу, смертной казни у нас не бывало, и не мне её вводить».
В 1846 году специальная комиссия вынесла приговор двум дворовым людям за убийство шести помещиков: прогнать сквозь строй через тысячу человек шесть раз и затем отправить на каторгу. Но губернатор в секретном донесении предложил наказать убийц шпицрутенами «без отдыха» 9 тысяч раз и «по наказании преступников вывесить трупы их на местах преступления». Генерал-губернатор предложил также исполнить над преступниками обряд приготовления к смерти. Министр внутренних дел объяснил, что есть секретное высочайшее повеление, которым запрещено давать более 3 тысяч вместо определённых в законе 6 тысяч раз шпицрутенов, но в данном случае применение негласного повеления имело бы значение облегчения участи преступников, чего они вовсе не заслуживают. Тем не менее, он указал, что наказывать «без отдыха» нельзя, потому что дозволяется давать за раз не более того числа ударов, сколько может выдержать наказуемый, а затем следует ожидать его выздоровления. В результате император утвердил приговор комиссии. Тем не менее оба приговорённых, «один — во время наказания, а другой — через несколько часов, умерли, и тела их оставлены были на эшафоте в продолжение суток».
При наказании шпицрутенами восставших военных поселенцев в 1832 году, упавших под прутьями, клали на сани и везли сквозь строй, продолжая бить. Присутствовавший при этом врач лишь давал понюхать нашатырный спирт потерявшим сознание.